# دودمان فلاویان
خاندان فلاویان (انگلیسی: Flavian dynasty)، یکی از خاندان‌های مشهور امپراتوری روم که در بین سال‌های ۶۹ تا ۹۶ پس از میلاد بر امپراتوری روم حکومت می‌کردند. همچنین این خاندان کنترل بعضی از استان‌ها و مناطق امپراتوری روم را برعهده داشتند. معروف‌ترین امپراتور برخاسته از این خاندان وسپاسیان و دو فرزندش؛ تیتوس و دومیتیان بودند که بعد از جنگ داخلی در سال ۶۹ با کمک سنای روم به قدرت رسیدند.
از مهم‌ترین اتفاقات افتاده طی حکمرانی این خاندان می‌توان به مدفون شدن دو شهر پمپئی و هرکولانیوم در اثر آتشفشان وزوو اشاره کرد.